# Girolamo Muziano

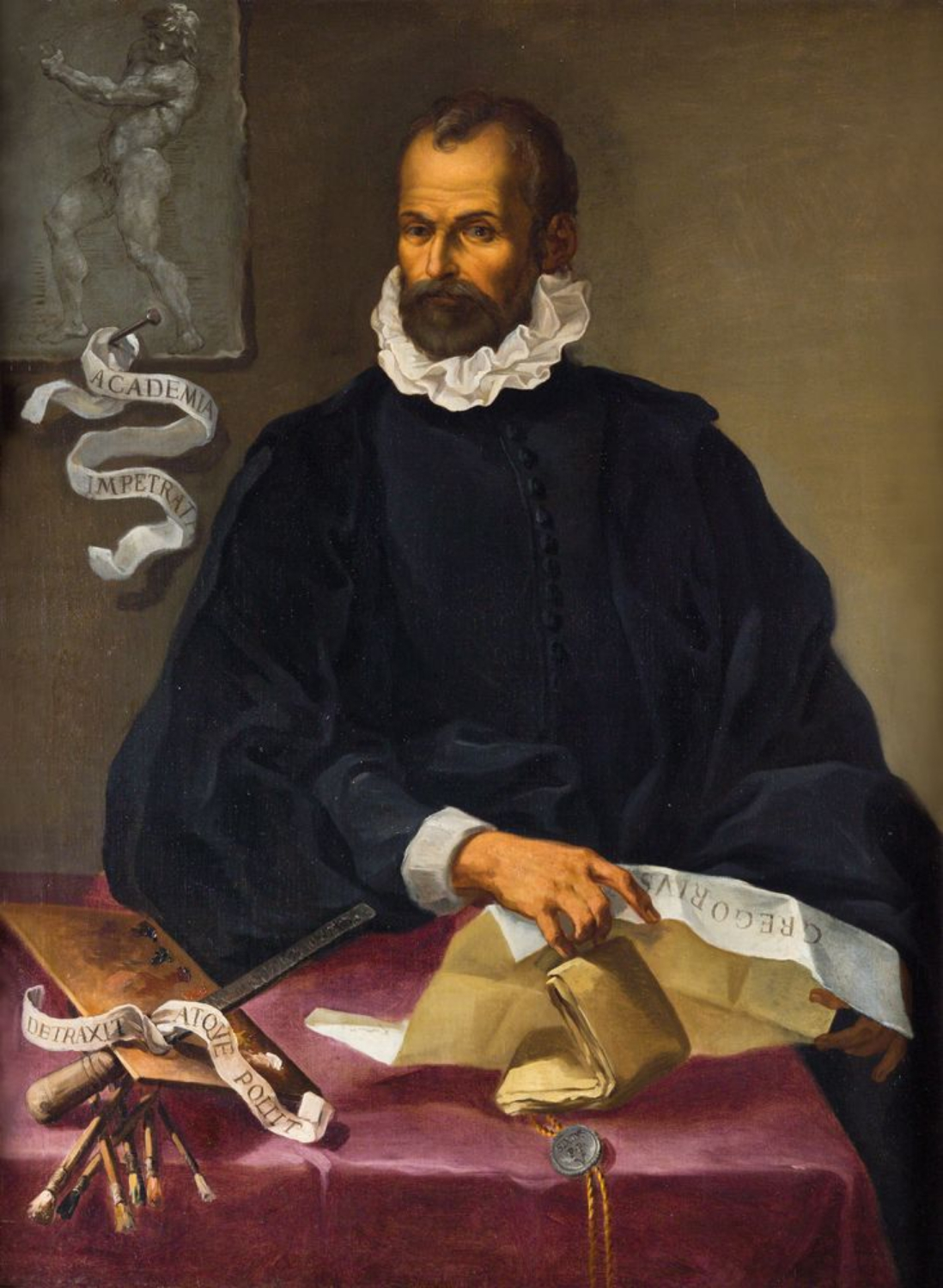
Porträt von Girolamo Muziano in der Accademia di San Luca, Rom gemahlt von Pier Leone Ghezzi

Girolamo Muziano, genannt Le Mutien (* 1528 in Acquafredda; † 1592 in Rom) war ein italienischer Maler.

## Leben
Muziano studierte in Brescia bei Romanino und in Venedig und wurde dort von Tizian beeinflusst. Er besuchte Rom um 1548 und erhielt mit Hilfe Michelangelos einige größere Aufträge. Muziano erreichte den Höhepunkt seiner Laufbahn unter Papst Gregor XIII., der ihn zum Inspektor der Kunstwerke des Vatikans ernannte. Muziano verband das Talent für die Darstellung von Figuren mit einem Sinn für Landschaften, wovon er bei der Gestaltung seiner heimatlichen Umgebung von Brescia Gebrauch machte. Aus seiner Hand stammen auch die Grisaille-Fresken  in der Santa Maria sopra Minerva in Rom. Er war einer der Gründer der Accademia di San Luca.
Das Hauptwerk ist „Die Auferstehung des Heiligen Lazarus“, das er ursprünglich für die Kirche Santa Maria Maggiore in Rom gemalt hatte.

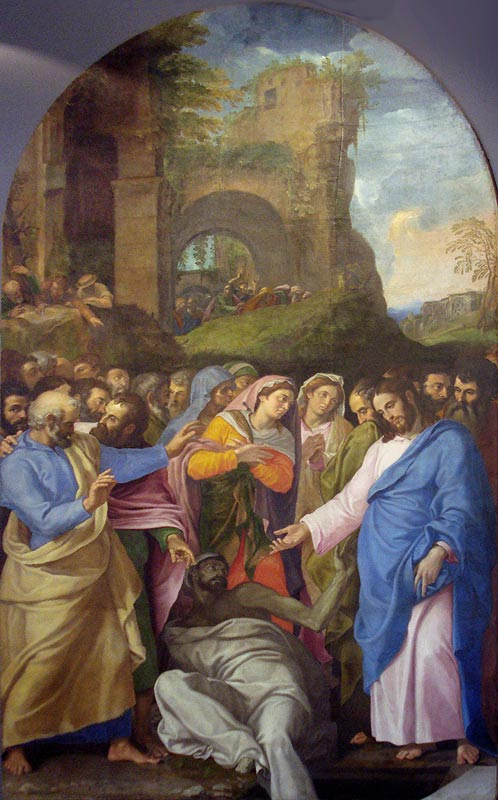
Auferstehung des Lazarus, 1556, Museum des Domes von Orvieto
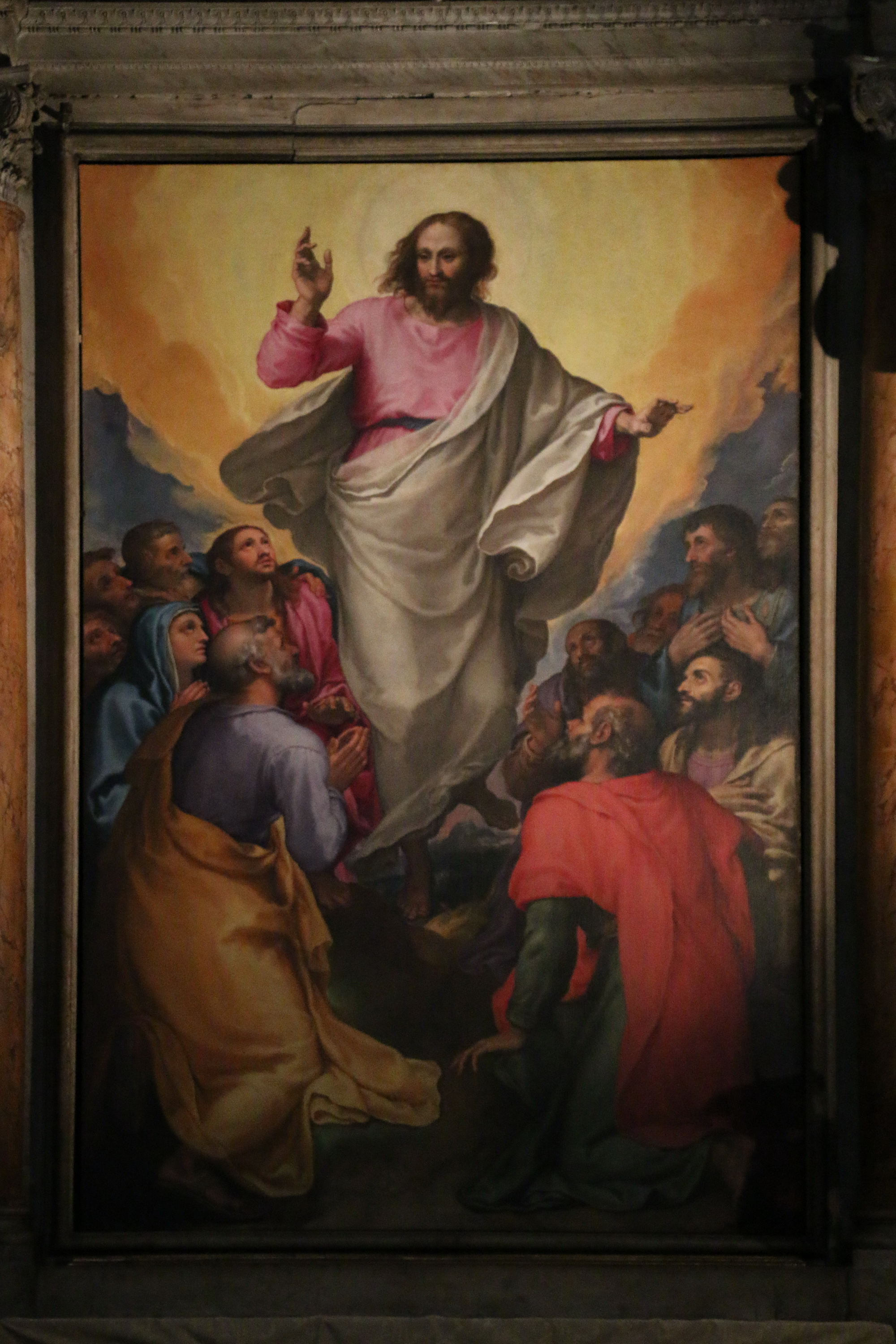
Christi Himmelfahrt, Santa Maria in Vallicella, Rom
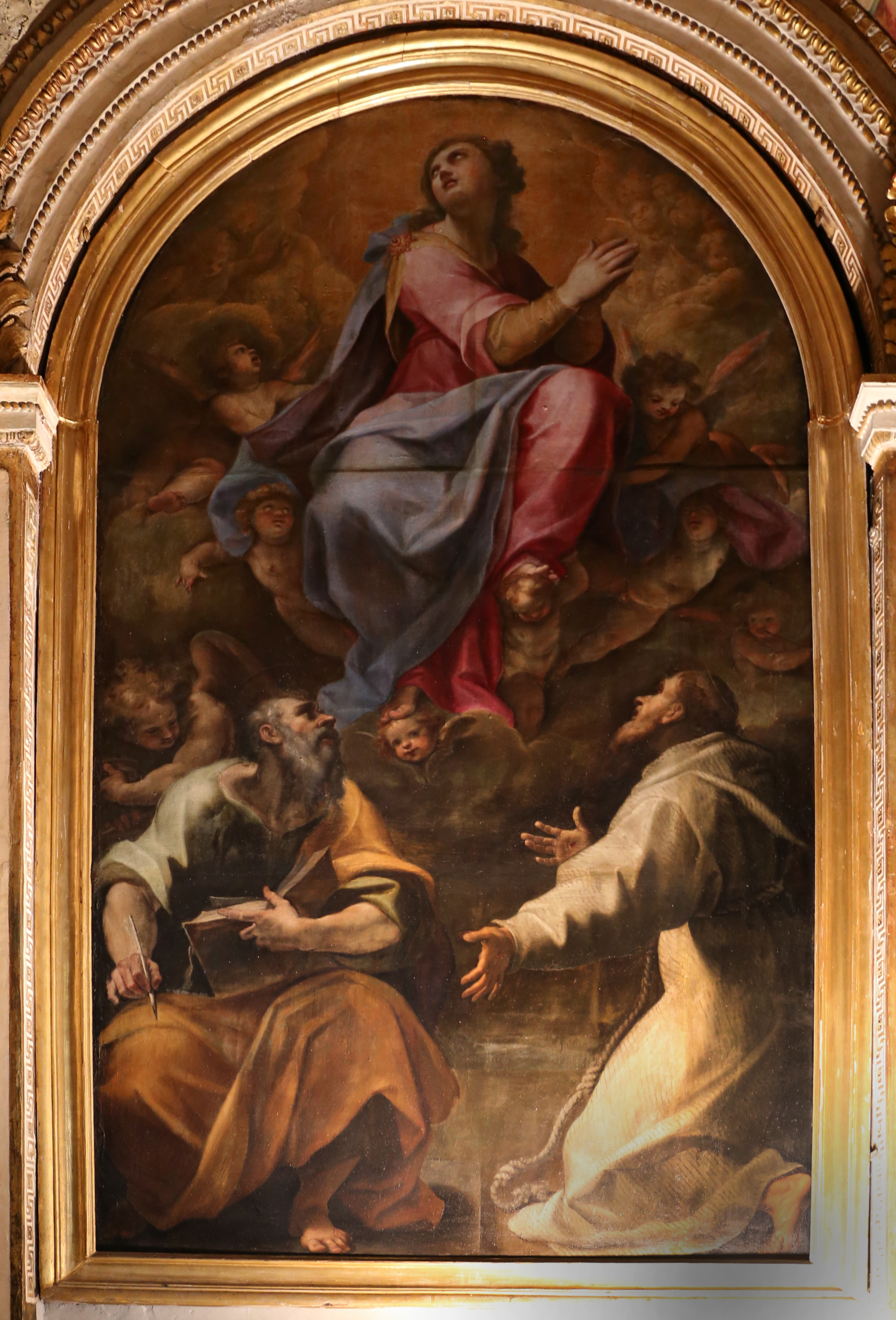
Himmelfahrt Mariä mit den Hl. Matthäus und Franziskus, Palazzo Mattei di Giove, Rom (mit Jacopo del Duca)